# ادمون هوغن
ادمون هوغن (بالإنجليزية: Edmond Hogan)‏ هو نقابي وسياسي أسترالي، ولد في 12 ديسمبر 1883 في أستراليا، وتوفي في 23 أغسطس 1964 في أستراليا. حزبياً، نشط في حزب العمال الأسترالي (1914 – 1932).

## مناصب
- انتخب عضو الجمعية التشريعية فيكتوريا عن دائرة Electoral district of Warrenheip and Grenville [الإنجليزية]‏ (9 أبريل 1927 – 12 يونيو 1943).
- انتخب Premier of Victoria [الإنجليزية]‏ (12 ديسمبر 1929 – 19 مايو 1932).
- انتخب Premier of Victoria [الإنجليزية]‏ (20 مايو 1927 – 22 نوفمبر 1928).
- انتخب عضو الجمعية التشريعية فيكتوريا عن دائرة Electoral district of Warrenheip [الإنجليزية]‏ (28 فبراير 1913 – 9 أبريل 1927).